# McLaren MP4/6
McLaren MP4/6 (и его модификация MP4/6B) — гоночный автомобиль, разработанный Нилом Оутли и построенный командой «McLaren» для участия в чемпионате мира по автогонкам в классе Формула-1 сезона 1991 года.

## История

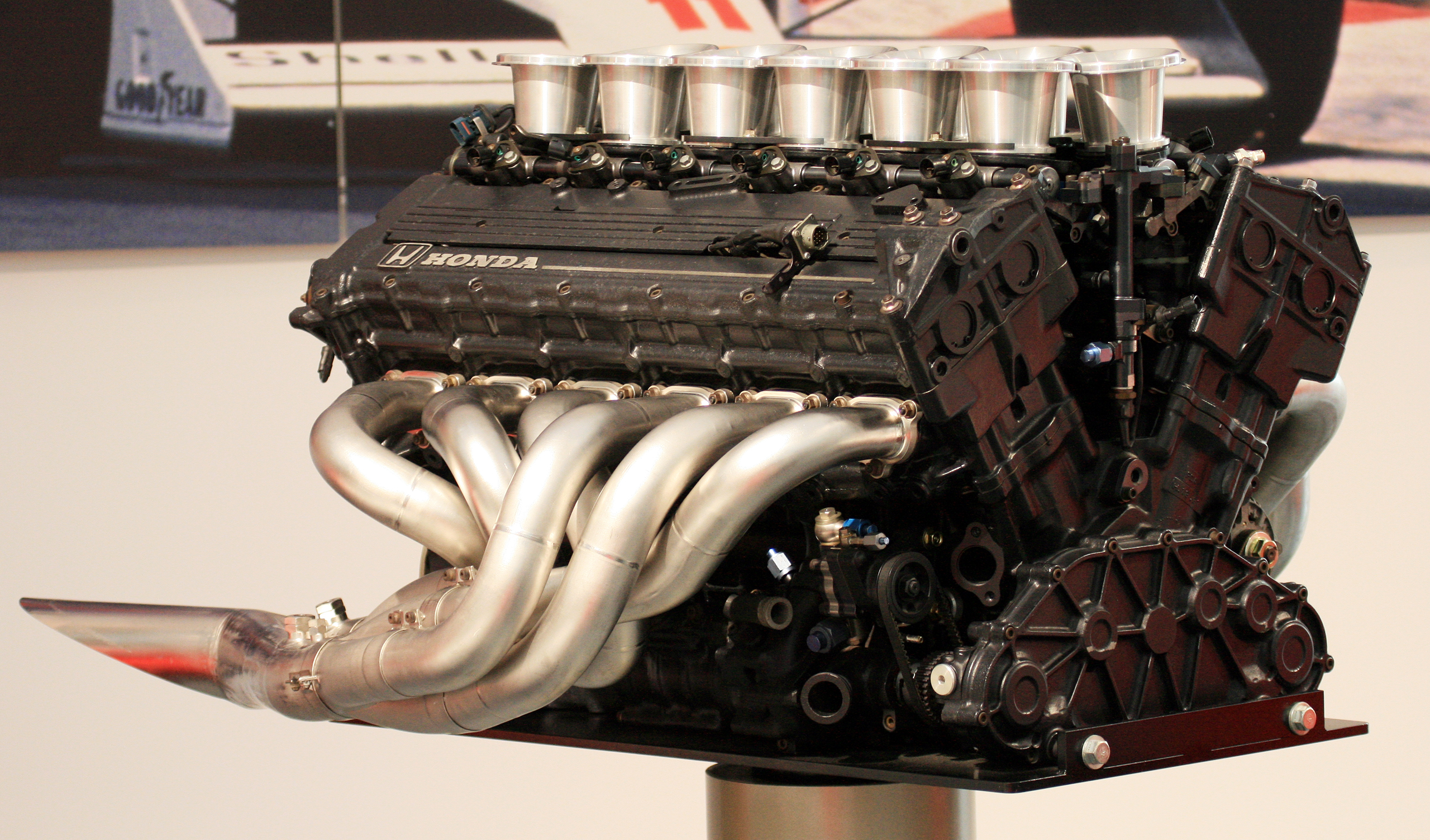
Двигатель Honda RA121E в музее Honda.

Это был первый «McLaren», оснащённый двигателем Honda V12. Первым на предсезонных тестах автомобиль опробовал Герхард Бергер. Австриец был не впечатлён новым силовым агрегатом, чувствуя недостаток в мощности по сравнению с прошлогодним V10. Опробовав новый болид, Айртон Сенна решительно взялся за дело, чтобы попробовать решить проблемы двигателя. В начале чемпионата «McLaren» доминировал, но главным образом из-за нехватки надежности Williams FW14.
В течение сезона 1991 года только «Ferrari» и «Williams» использовали полуавтоматическую коробку передач. На MP4/6 стояла ручная H-образная коробка.
Сенна выиграл четыре первые гонки сезона: США, Бразилия, Сан-Марино и Монако. К этому моменту Найджел Мэнселл освоился со своим болидом, и середина сезона прошла под доминирование FW14. «McLaren» регулярно заканчивал гонки на подиуме, но Сенна настоял, чтобы Honda усилила программу по улучшению двигателя, и требовал дальнейшего усовершенствования автомобиля прежде, чем это уже станет слишком поздно. Honda ответила модернизированной версией V12, в то время как Оутли перепроектировал различные элементы болида, в частности боковые понтоны и крылья.

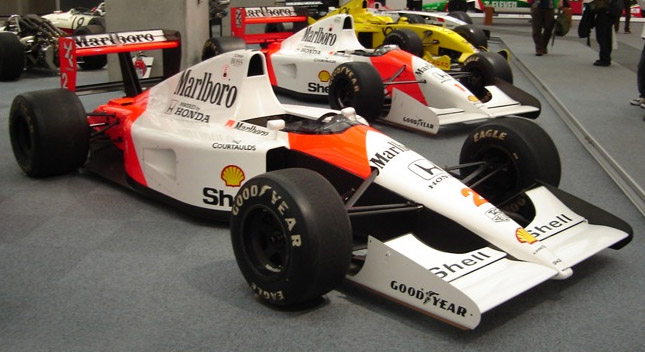
McLaren MP4/6 в музее Honda.

Проблемы с электроникой у Мэнселла в Бельгии и ошибка механиков, сменивших ему колесо вне зоны пит-лейна, лишили «Williams» возможности побороться за титул. Сенна стал трехкратным чемпионом мира, а «McLaren» получил четвёртый Кубок конструкторов подряд.
MP4/6 считался лучшим автомобилем, до того момента как «Williams» не сконструировали FW14, который был более продвинут в области аэродинамики и более развит технически. Двигатель Honda V12 все же уступал Renault V10, стоявшему на болидах команды Williams, но опыт Сенны помог «McLaren» выиграть.
Автомобиль позволил команде завоевать в сезоне 1991 года Кубок конструкторов, а Айртону Сенне выиграть личный зачет пилотов в третий раз в карьере. Также использовался командой в двух первых гонках 1992 года.

## Результаты в гонках
| Сезон | Шасси          | Двигатель            | Шины | Пилоты | 1    | 2    | 3   | 4    | 5    | 6    | 7    | 8   | 9   | 10  | 11  | 12  | 13   | 14   | 15  | 16  | Место | Очки |
| ----- | -------------- | -------------------- | ---- | ------ | ---- | ---- | --- | ---- | ---- | ---- | ---- | --- | --- | --- | --- | --- | ---- | ---- | --- | --- | ----- | ---- |
| 1991  | McLaren MP4/6  | Honda RA121E V12 3,5 | G    |        | США  | БРА  | САН | МОН  | КАН  | МЕК  | ФРА  | ВЕЛ | ГЕР | ВЕН | БЕЛ | ИТА | ПОР  | ИСП  | ЯПО | АВС | 1     | 139  |
| 1991  | McLaren MP4/6  | Honda RA121E V12 3,5 | G    | Сенна  | 1    | 1    | 1   | 1    | Сход | 3    | 3    | 4   | 7   | 1   | 1   | 2   | 2    | 5    | 2   | 1   | 1     | 139  |
| 1991  | McLaren MP4/6  | Honda RA121E V12 3,5 | G    | Бергер | Сход | 3    | 2   | Сход | Сход | Сход | Сход | 2   | 4   | 4   | 2   | 4   | Сход | Сход | 1   | 3   | 1     | 139  |
| 1992  | McLaren MP4/6B | Honda RA122E V12 3,5 | G    |        | ЮАР  | МЕК  | БРА | ИСП  | САН  | МОН  | КАН  | ФРА | ВЕЛ | ГЕР | ВЕН | БЕЛ | ИТА  | ПОР  | ЯПО | АВС | 2     | 99   |
| 1992  | McLaren MP4/6B | Honda RA122E V12 3,5 | G    | Сенна  | 3    | Сход |     |      |      |      |      |     |     |     |     |     |      |      |     |     | 2     | 99   |
| 1992  | McLaren MP4/6B | Honda RA122E V12 3,5 | G    | Бергер | 5    | 4    |     |      |      |      |      |     |     |     |     |     |      |      |     |     | 2     | 99   |

| Легенда к таблице |                                                                    |
| --- | ------------------------------------------------------------------ |
| В таблице перечислены результаты всех Гран-при Формулы-1, в которых использовался автомобиль. Строками таблицы являются сезоны, столбцами — этапы чемпионата мира. В каждой клетке указаны сокращённое название этапа и результат, дополнительно обозначенный цветом. Расшифровка обозначений и цветов представлена в нижеследующей таблице. |                                                                    |
| \| Пример \| Описание \| \| ------------ \| ------------------------------------------------------------------ \| \| 1 \| Победитель \| \| 2 \| Второе место \| \| 3 \| Третье место \| \| 5 \| Финишировал, заработав очки \| \| Сход \| Не финишировал, но при этом заработал очки \| \| 12 \| Финишировал, не получив очков \| \| НКЛ \| Финишировал, но не попал в финальную классификацию \| \| 15 \| Участвовал вне зачёта, либо по отдельной классификации \| \| 18 \| Не финишировал, но попал в финальную классификацию \| \| Сход \| Не финишировал \| \| НКВ \| Не прошёл квалификацию \| \| НПКВ \| Не прошёл предквалификацию \| \| ДСК \| Дисквалифицирован \| \| ИСК \| Исключён из протокола соревнований \| \| ТТ \| Заявлен для участия только в тренировках \| \| НС \| Участвовал в квалификации, но не стартовал в гонке \| \| Т \| Травмирован или болен \| \| ОТК \| Отказ от участия \| \| НТР \| Прибыл на соревнования, но на трассу не выезжал \| \| НПР \| Был заявлен в числе участников, но не прибыл к началу соревнований \| \| О \| Соревнования отменены \| \| \| Не участвовал \| \| Поул-позиция \| \| \| Быстрый круг \| \| |                                                                    |
| Пример | Описание                                                           |
| 1 | Победитель                                                         |
| 2 | Второе место                                                       |
| 3 | Третье место                                                       |
| 5 | Финишировал, заработав очки                                        |
| Сход | Не финишировал, но при этом заработал очки                         |
| 12 | Финишировал, не получив очков                                      |
| НКЛ | Финишировал, но не попал в финальную классификацию                 |
| 15 | Участвовал вне зачёта, либо по отдельной классификации             |
| 18 | Не финишировал, но попал в финальную классификацию                 |
| Сход | Не финишировал                                                     |
| НКВ | Не прошёл квалификацию                                             |
| НПКВ | Не прошёл предквалификацию                                         |
| ДСК | Дисквалифицирован                                                  |
| ИСК | Исключён из протокола соревнований                                 |
| ТТ | Заявлен для участия только в тренировках                           |
| НС | Участвовал в квалификации, но не стартовал в гонке                 |
| Т | Травмирован или болен                                              |
| ОТК | Отказ от участия                                                   |
| НТР | Прибыл на соревнования, но на трассу не выезжал                    |
| НПР | Был заявлен в числе участников, но не прибыл к началу соревнований |
| О | Соревнования отменены                                              |
| | Не участвовал                                                      |
| Поул-позиция |                                                                    |
| Быстрый круг |                                                                    |